# شکواییه
شکواییه نوعی سند حقوقی است که برای آغاز اقامه دعوای کیفری از سوی شاکی تهیه شده و به دادستان ارائه می‌شود.
وقتی جرمی اتفاق می‌افتد کسی که از جرم زیان دیده حق شکایت و درخواست احقاق حق خود را دارد. این شکایت از طریق متنی با عنوان شکواییه صورت می‌گیرد. شکواییه به دادخواست شباهت زیادی دارد در هر دو آن‌ها خواسته مشخصی از دادگاه طلب می‌شود و مدارک و مستندات مدعی یا شاکی در آن ذکر می‌شود. تفاوت مهم آن‌ها این است که دادخواست معمولاً خطاب به دادگاه حقوقی نوشته می‌شود اما شکواییه در زمانی که جرمی اتفاق افتاده باشد نوشته شده و خطاب به دادستان نوشته می‌شود. انتخاب نوع شکواییه و تعیین دقیق جرم هم ظرافتهای خاص خود را دارد که رعایت نکردن آن‌ها موجب شکست در پرونده خواهد شد.
شکواییه یا شکایت نامه توسط شاکی (بزه دیده) یا مدعی خصوصی (متضرر شخصی از جرم) در پرونده‌های کیفری تنظیم می‌شود. برای شکواییه در قانون قالب وفرم خاصی پیش‌بینی نشده‌است. ولی عملاً یک برگه یا فرم مخصوص وجود دارد که شکل آن، از سوی قوه قضاییه تعیین گردیده و شاکی پرونده کیفری، موظف است تا با تکمیل و ارسال آن، برای طرح شکایت کیفری خود در مرجع صالح کیفری اقدام نماید. در شکواییه، اطلاعاتی شامل مشخصات شاکی، مشتکی عنه، عنوان جرم، زمان و محل وقوع جرم و شرح شکایت ذکر گردیده و از طریق دفتر خدمات قضایی، برای دادسرا یا دادگاه صلاحیت دار ارسال می‌گردد.

## نمونه شکواییه

### نمونه شکواییه ممانعت از ملاقات فرزند[۳]
شاکی:
اقامتگاه:
کد ملی:
مشتکی عنه:
اقامتگاه:
کد ملی:
محل وقوع جرم: شهرستان
موضوع شکایت: ممانعت از ملاقات فرزند
ادله اثبات جرم:
1. رونوشت سند ازدواج رسمی
2. شهادت شهود
3. دادنامه طلاق توافقی شماره
4. رونوشت سند طلاق

شرح شکایت
ریاست محترم دادسرای عمومی و انقلاب شهرستان
با سلام و عرض احترام
احتراماً به استحضار می‌رساند با عنایت به سند ازدواج شماره ….. صادره از دفتر ازدواج رسمی شماره … شیراز مشتکی عنه …… همسر اینجانب بوده و طبق گواهی عدم امکان سازش صادره از شعبه ۵ دادگاه خانواده شهرستان …. (که ضم شکواییه شده‌است) ونیز طبق سند طلاق شماره……. حق ملاقات با فرزند هر هفته در روزهای شنبه و سه شنبه تعیین شده‌است. اما مشتکی عنه نزدیک به یکسال اینجانب را از حق قانونی و اخلاقی ملاقات با فرزند مشترک محروم کرده‌است. که برای اثبات این امر شهادت شهود موجود می‌باشد.
لذا استنادا به ماده ۵۴ قانون حمایت خانواده که اشعار می‌دارد (هرگاه مسؤول حضانت از انجام تکالیف مقرر خودداری کند یا مانع ملاقات طفل با اشخاص ذی‌حق شود، برای بار اول به پرداخت جزای نقدی درجه هشت و در صورت تکرار به حداکثر مجازات مذکور محکوم می‌شود) و نیز در راستای اجرای ماده ۳۴۰ قانون آیین دادرسی کیفری که مجازات این بزه درجه ۸ می‌باشد باید مستقیماً در دادگاه مطرح شود، از محضر مقام قضایی محترم تقاضای تعقیب و مجازات و صدور دستور ملاقات با فرزند مورد استدعاست.